# 프로케라토사우루스과
프로케라토사우루스과(Proceratosauridae)는 독자적인 분류군이다.
- 프로케라토사우루스
- 구안롱
- 킬레스쿠스
- 유티라누스
- 시노티라누스